# Krystyna Bochenek

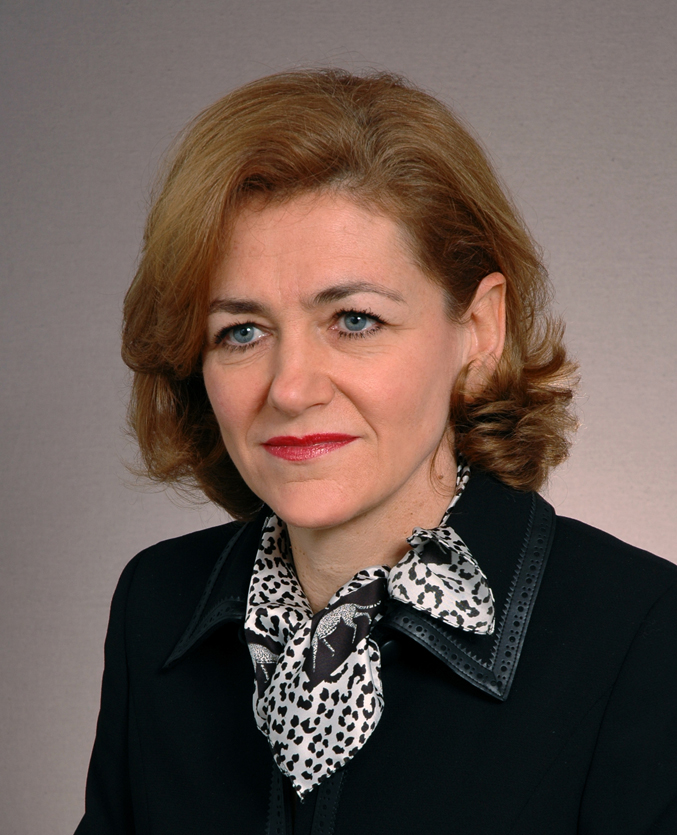
Krystyna Bochenek (2005)

Krystyna Maria Bochenek (* 30. Juni 1953 in Kattowitz; † 10. April 2010 bei Smolensk, Russland) war eine polnische Journalistin, Politikerin und Senatorin.

## Leben
Sie studierte Philologie an der Schlesischen Universität. Ab 1976 arbeitete sie als Rundfunkjournalistin bei Polskie Radio in Kattowitz. Seit Jahren arbeitete sie auch eng mit der Presse und dem Fernsehen zusammen. Ihr Ehemann war der Kardiochirurg Prof. med. Andrzej Bochenek. Sie hatte zwei erwachsene Kinder.
Bei ihrer Arbeit als Journalistin beschäftigte sich Krystyna Bochenek mit sprachkulturellen und Gesundheitsthemen und war Initiatorin von Ogólnopolskie Dyktando (Polenweites Diktat), Polens größter Linguistik-Show. Sie hat fast 1.000 Stunden Programme zum Thema Gesundheit vorbereitet, das bekannteste davon ist Magazyn Medyczny (Medizinmagazin). Sie war einer der Autoren der Fernsehproduktion Od A do Zdrowia (Von A bis Gesundheit). Bochenek unterstützte karitative Projekte wie beispielsweise Wielka Orkiestra Świątecznej Pomocy, Fundacja Rodzin Górniczych und den Wiederaufbau des Opera-Śląska- und Theater-Śląski-Gebäudes.
Für ihre journalistische und karitative Arbeit erhielt sie mehrere Ehrungen und Preise, unter anderem Osobowości Radiowe (Radio – Persönlichkeiten), Bolesław Prus, den Preis der Fundacja Promocji Zdrowia (Gesundheit-Stiftung) und Polski Komitet Zwalczania Raka (Polnisches Komitee zum Krebsbekämpfung) sowie Kulturehrungen des Woiwodschaftsmarschalls der Woiwodschaft Schlesien und des Stadtpräsidenten der Stadt Kattowitz.

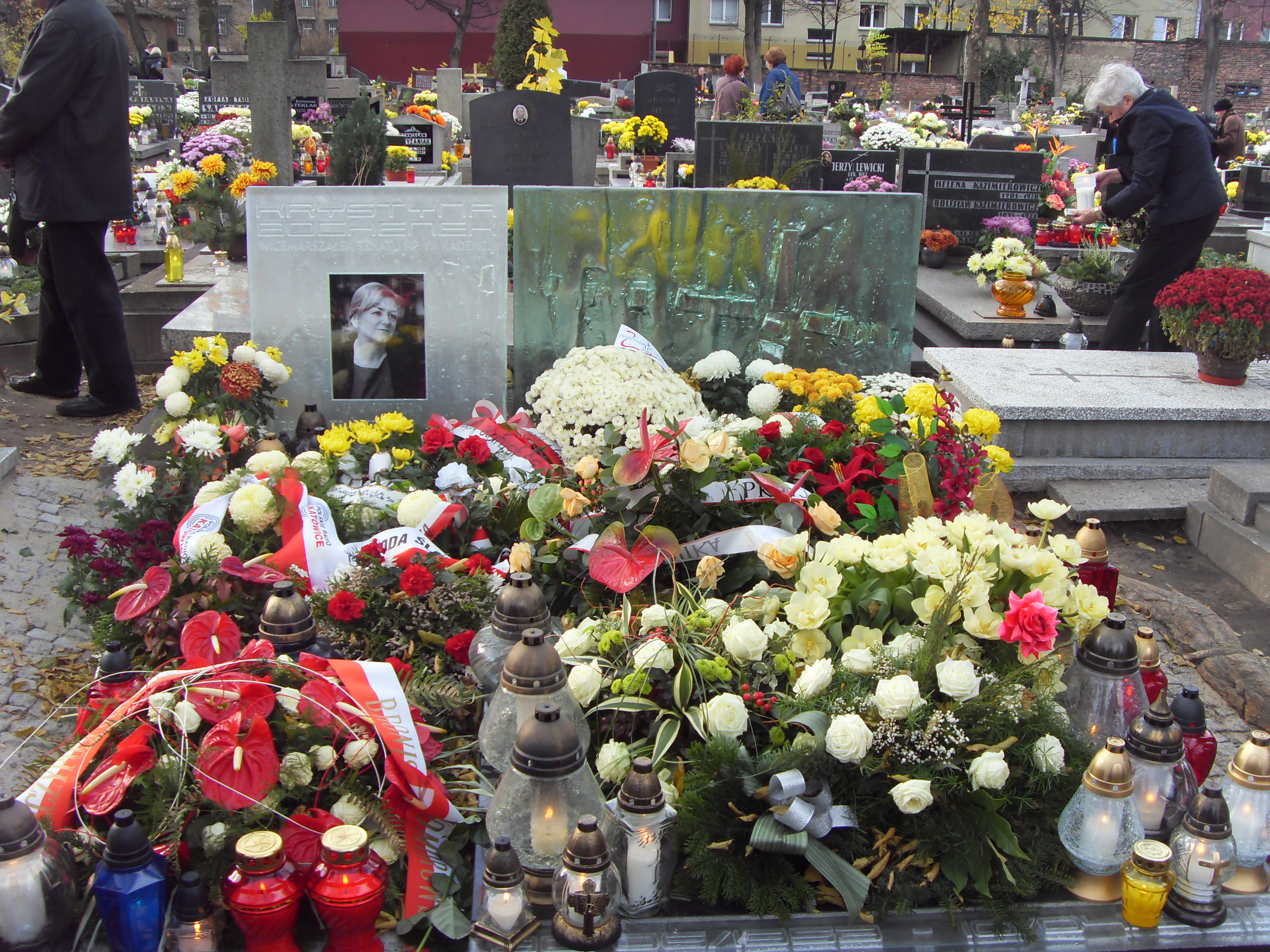
Bocheneks Grab in Kattowitz

Am 12. September 2004 wurde sie als Senatorin des Wahlkreises Kattowitz in den Polnischen Senat gewählt (als Parteilose, von der Unia Wolności – Liste).
Am 10. April 2010 gehörte Bochenek zu einer polnischen Delegation um Staatspräsident Lech Kaczyński, die anlässlich des siebzigsten Jahrestages des Massakers von Katyn zur Gedenkstätte nach Russland reisen sollte. Bei einem Flugunfall der Delegation nahe dem Militärflugplatz Smolensk-Nord kam sie gemeinsam mit weiteren hochrangigen Repräsentanten Polens ums Leben.
Postum wurde Bochenek am 16. April 2010 das Komturkreuz mit Stern des Ordens Polonia Restituta (Krzyż Komandorski z Gwiazdą Orderu Odrodzenia Polski) verliehen.

## Werke
- X jubileuszowe Dyktando
- Chirurdzy i detektywi
- Jak Krystyna z Krystyną